# Шајиновац (Дрвар)
Шајиновац је насељено мјесто у Босни и Херцеговини у општини Дрвар које административно припада Федерацији Босне и Херцеговине. Према попису становништва из 1991. у насељу је живјело 20 становника.

## Становништво
|        | 2013.      | 1991.       | 1981.       | 1971.       |
| Укупно | 4 (100,0%) | 20 (100,0%) | 38 (100,0%) | 31 (100,0%) |
| Срби   | 4 (100,0%) | 20 (100,0%) | 38 (100,0%) | 31 (100,0%) |